# Tricholoma anatolicum
Tricholoma anatolicum är en svampart som beskrevs av H.H. Dogan & Intini 2004. Tricholoma anatolicum ingår i släktet musseroner och familjen Tricholomataceae.   Inga underarter finns listade i Catalogue of Life.